# Leucomphalos callicarpus
Leucomphalos callicarpus là một loài thực vật có hoa trong họ Đậu. Loài này được (Benth.) Breteler miêu tả khoa học đầu tiên.